# Rudolf Kelterborn

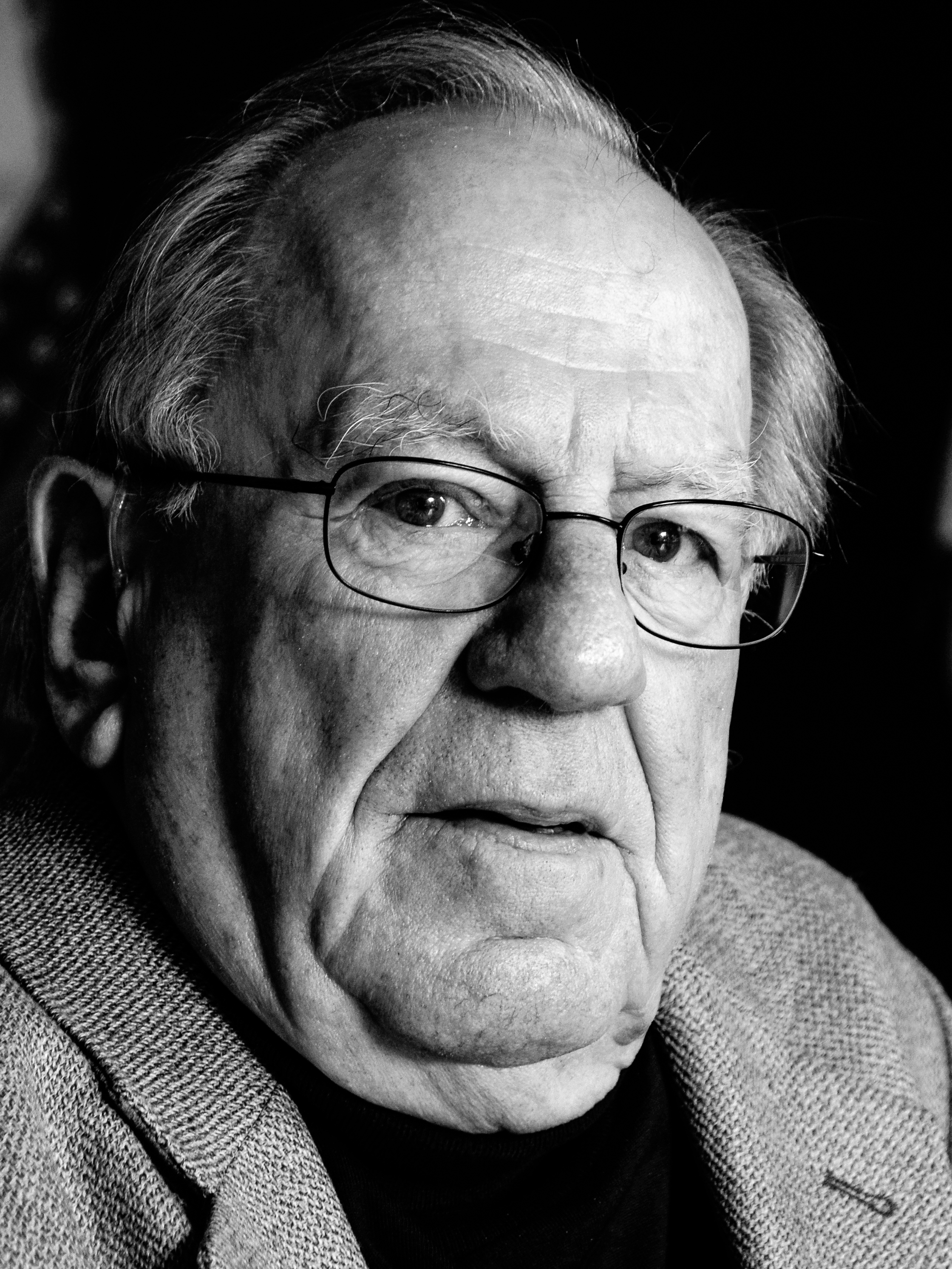
Rudolf Kelterborn (2009)

Rudolf Kelterborn (* 3. September 1931 in Basel; † 24. März 2021 ebenda) war ein Schweizer Komponist, Dirigent, Pädagoge und Musikpublizist. Er gehörte als «Musicus universalis» zu den einflussreichsten Figuren der internationalen Klassikszene, vorwiegend im Bereich Neue Musik.

## Leben

### Ausbildung
Rudolf Kelterborn wurde am 3. September 1931 in Basel geboren. Sein Vater war der Architekt Ernst Kelterborn (1892–1969), Mitinhaber des Büros Eckenstein & Kelterborn. Der Entschluss, die Musikerlaufbahn einzuschlagen, stand früh fest, und so erhielt Rudolf Kelterborn bereits während seiner Schulzeit Klavier-, Dirigier- und Theorieunterricht und machte erste kompositorische Versuche. 1950 legte er seine Matura am Humanistischen Gymnasium am Münsterplatz ab und besuchte danach Dirigierkurse bei Igor Markevitch in Salzburg. Von 1950 bis 1953 studierte er Dirigieren bei Alexander Krannhals, Musiktheorie bei Gustav Güldenstein und Walter Müller von Kulm, Klavier bei Eduard Henneberger und Komposition beim Busoni-Meisterschüler Walther Geiser an der Musik-Akademie der Stadt Basel sowie Musikwissenschaften bei Jacques Handschin an der Universität Basel. Weitere Kompositionsstudien folgten 1953 bei Willy Burkhard (Zürich) und Boris Blacher (Salzburg) sowie 1955 bei Günter Bialas und Wolfgang Fortner an der Nordwestdeutschen Musikakademie in Detmold. In den Jahren 1956 und 1960 besuchte er die Darmstädter Ferienkurse.

### Lehrtätigkeit
Von 1956 bis 1960 lehrte Kelterborn Musiktheorie an der Musik-Akademie der Stadt Basel. Von 1960 bis 1968 unterrichtete er Musiktheorie, Musikanalyse und Komposition an der Nordwestdeutschen Musikakademie Detmold. 1963 wurde er zum Professor ernannt. Von 1968 bis 1975 und von 1980 bis 1983 lehrte er am Konservatorium und an der Musikhochschule Zürich. Von 1980 bis 1983 dozierte er zudem an der Hochschule für Musik Karlsruhe. 1983 kehrte Kelterborn nach Basel zurück und amtete bis 1994 als Direktor der Musik-Akademie der Stadt Basel, wo er von 1994 bis 1996 abermals als Dozent für Musiktheorie und Komposition unterrichtete.
Als Gastdozent hielt Kelterborn Seminare und Vorlesungen in den USA (1970 und 1980), in England (1981), Japan (Kunitachi Music College Tokyo, 1986 und 1990), Südkorea (1986), China (Shanghai Conservatory of Music, 1993), Litauen (Musik- und Theaterakademie Litauens, 1998), Russland (Sankt Petersburger Konservatorium, 2001), Deutschland (Musikhochschule Münster, 2007) sowie in der Schweiz. Ausserdem wirkte er regelmässig als Juror bei internationalen Kompositionswettbewerben mit.
Als Lehrer hat er Generationen von Musikern geprägt. Zu seinen Schülern gehören u. a. Hartmut Fladt, Anton Haefeli, Martin Jaggi, Lukas Langlotz, Christoph Neidhöfer, Andreas Pflüger, Martin Christoph Redel, Andrea Lorenzo Scartazzini, Martin Schlumpf, Bettina Skrzypczak, Peter Siegwart, Peter Wettstein und Alfons Karl Zwicker.
Wie der Schweizer Musikwissenschaftler und Kelterborn-Schüler Anton Haefeli anlässlich des 70. Geburtstags des Komponisten in seinem Artikel schreibt, komme Kelterborns Ansatz, Struktur und Form voneinander zu trennen und die «übergeordnete Form» als die hörbare zu umschreiben, nicht zuletzt auch interessierten Laien und zudem all jenen entgegen, die mit Neuer Musik noch nicht vertraut sind. Er ermuntere in einem durchaus als emanzipatorisch zu verstehenden Akt die Hörwilligen zu Unbefangenheit, zu einem zuerst gleichsam «statistischen Wahrnehmen»: In einer unbekannten Musik sollte möglichst alles auditiv Hervorstechende, sollten alle formbildenden Faktoren in mehreren «Hörschritten» aufgenommen und in einem Hörprotokoll festgehalten werden. Das sei auch denen möglich, die eine Strukturanalyse nicht leisten könnten, und zugleich führe nur dieses Vorgehen zum richtigen Erkennen einer «übergeordneten Form». Ferner bemerkt Haefeli, dass Kelterborn Kompositionsunterricht stets als verständnisvolle und behutsame Begleitung und Entwicklung der individuellen Musiksprache anstatt Subordination unter die ästhetischen Maximen des Lehrers, mehr Dialog als Unterricht verstanden habe. Zu dieser Haltung sei er nicht zuletzt durch die eigenen positiven Erfahrungen als Lernender gekommen, wie u. a. folgende Aussage bestätige:

«Ganz wichtig waren für mich meine Lehrerinnen und Lehrer – nicht nur im Fach Musik oder in der beruflichen Ausbildung (meine Lehrer für Deutsch und Mathematik am Gymnasium haben mir zum Beispiel unendlich viel auf meinen Lebensweg mitgegeben). Ihnen allen verdanke ich sehr viel. Bei den Kompositionslehrern war es eigentlich immer so, dass ich selber nie so komponieren wollte wie der jeweilige Lehrer – und der jeweilige Lehrer hatte seinerseits nie den Wunsch, dass ich so komponieren sollte wie er selber; diese Erfahrung hat meine eigene Tätigkeit als Kompositionslehrer massgeblich mitbestimmt. Und in diesem Sinne haben mir auch meine Kompositionsstudierenden sehr viel gegeben.»

### Sonstiges
Von 1969 bis 1974 war Kelterborn Chefredaktor der Schweizerischen Musikzeitung und von 1974 bis 1980 leitete er die Hauptabteilung Musik des Schweizer Radio DRS. 1987 gründete er zusammen mit Heinz Holliger und Jürg Wyttenbach das unkonventionelle Basler Musik Forum (BMF), während vieler Jahre neben der IGNM Basel der wichtigste Veranstalter von zeitgenössischer Musik in Basel, für dessen Programme er bis 1997 als künstlerischer Leiter mitverantwortlich war. 1992 war er Composer in Residence beim Cheltenham Festival.
Kelterborns Werke werden in ganz Europa, in den USA und in Japan aufgeführt. Daneben war er bis 1996 auch als (Gast-)Dirigent tätig, insbesondere als Interpret eigener Werke. Kelterborn veröffentlichte wichtige analytische Bücher sowie zahlreiche Aufsätze zu musiktheoretischen, kompositorischen und kulturpolitischen Themen. Sein kompositorisches Schaffen wurde in vielen Aufsätzen und Schriften gewürdigt und mit diversen Preisen ausgezeichnet.
Wie Haefeli ausführt, habe Kelterborn in seinen vielen Aktivitäten stets Theorie und Praxis miteinander verbunden, aber auch «ratio» und «emotio», «Analyse und Interpretation», Musik und andere Künste, Komponieren und Ausführen, Instrumental- und Vokalmusik, Lehren und Organisieren, Forschen und Umsetzen, Schreiben und Redigieren, Programmieren und Verwalten, berufliches und politisches Engagement. Selbstverständlich habe er auch über die Interdependenzen zwischen den partikulären Positionen, Inhalten und Tätigkeiten reflektiert, den Dialog mit den Musikern gesucht, als Dirigent sowohl mit musikalischen Laien wie auch mit Profis gearbeitet, Pflicht- und Hauptfächer unterrichtet und sei als Direktor der Musik-Akademie Basel an allen ihm unterstellten Zweigen (Grundkursausbildung, Musikschule, Musikhochschule und Schola Cantorum Basiliensis – also Musikbildung für Laien aller Altersstufen und Berufsausbildung in alter und neuer Musik und ihren Instrumenten) und den darin involvierten Menschen (Schülerschaft, Studierende, Lehrpersonen, Verwaltungspersonal) gleichermassen interessiert, bei deren Veranstaltungen präsent und für sie da gewesen.

### Privatleben
Rudolf Kelterborn lebte zumeist in seiner Heimatstadt Basel. 1957 verheiratete er sich mit der Basler Geigerin Erika Salathé, die er während seiner Studienzeit kennengelernt hatte; ihrer Ehe entsprossen eine Tochter und ein Sohn. Kelterborn starb am 24. März 2021 im Alter von 89 Jahren in Basel.
Der zuletzt in Neuchâtel tätige Organist, Dirigent und Komponist Louis Kelterborn (1891–1933) war sein Grosscousin.

## Ehrungen und Preise
- 1961: Kompositionspreis der Stadt Stuttgart
- 1962: Bernhard-Sprengel-Preis der Deutschen Industrie
- 1971: Conrad-Ferdinand-Meyer-Preis
- 1973: Zürcher Radiopreis (für die Sendereihe »Musik bewusst hören – Musik verstehen«)
- 1984: Komponistenpreis des Schweizerischen Tonkünstlervereins (STV)
- 1984: Kunstpreis der Stadt Basel
- 1987: Mitglied der Freien Kunstakademie Mannheim
- 2020: Schweizer Musikpreis

## Werke
Rudolf Kelterborns Œuvre umfasst rund 200 Kompositionen aller Gattungen, darunter fünf Opern (Die Errettung Thebens, Kaiser Jovian, Ein Engel kommt nach Babylon, Der Kirschgarten und Ophelia), die Kammeroper Julia, das Ballett Relations, zwei Oratorien (Die Flut, Dies unus), zahlreiche Orchesterwerke (u. a. Sinfonien I–V, z. T. auch mit Soloinstrumenten, Singstimme(n), Chor oder Elektronik) und Stücke für Kammerorchester, verschiedene Solowerke, Ensemble- und Kammermusik (u. a. Streichquartette I–VII), Stücke für Tasteninstrumente (Klavier, Orgel und Cembalo) sowie diverse Vokalwerke in gemischten Besetzungen.
Die frühsten publizierten Kompositionen entstanden in den 50er-Jahren; er arbeitete er mit ungebrochener Schaffenskraft bis in hohe Alter. Seine Werke werden vom Bärenreiter-Verlag (Basel/Kassel), von Boosey & Hawkes (London) und von Ricordi (Berlin) sowie vereinzelt auch von Breitkopf & Härtel (Wiesbaden), Editions Henn (Genf), Hug & Co. Musikverlage (Zürich), Edizioni Pegasus (Basel), vom Gustav Bosse Verlag (Kassel), Carciofoli Verlag (Zürich) und Musica mundana Musikverlag (Ernen) und von der Universal Edition (Wien) verlegt oder existieren als Manuskript.
Bei den Weltmusiktagen der Internationalen Gesellschaft für Neue Musik ISCM 1956 in Stockholm erstmals international beachtet, gehöre Kelterborn – wie Anton Haefeli bemerkt – zweifellos seit vielen Jahren zu den bedeutendsten und am meisten aufgeführten Schweizer Komponisten der Gegenwart. Seine Entwicklung sei von den ersten bis zu den jüngsten Werken kontinuierlich verlaufen. Er habe sich mit Neoklassik, Zweiter Wiener Schule, serieller Musik und Aleatorik auseinandergesetzt, Anregungen von der Musik Strawinskys, Bartóks, Weberns, Bergs, Ligetis, Boulez’ und anderer empfangen, sich aber dennoch immer eine unabhängige Haltung bewahrt und eine unverwechselbare Sprache gefunden, die ungezwungen aus verschiedenen Techniken und Materialien schöpfe und zwischen Konstanz und Innovation pendle. Ferner plädiere er sowohl bei fremden wie eigenen Werken dafür, nicht als erstes zu fragen, was eine Komposition bedeute, sondern sie als klangliches Substrat, als sie selbst zu rezipieren und andere Aspekte aus musikimmanenten Kriterien abzuleiten.